# برایان مک‌نامارا
برایان مک‌نامارا (انگلیسی: Brian McNamara؛ زادهٔ ۲۱ نوامبر ۱۹۶۰) یک هنرپیشه اهل ایالات متحده آمریکا است.
او در فیلم‌های هراس از عنکبوت، وقتی مهمانی تمام شد، بچه فلامینگو و تاریخ معما بازی کرده‌است.